# ساتوشي اينو
ساتوشي اينو هو سياسي ياباني، ولد في 8 أغسطس 1958 في ياماغوتشي في اليابان. حزبياً، نشط في الحزب الشيوعي الياباني. وقد انتخب عضو مجلس المستشارين وقد انضم خلال فترته النيابية للكتلة البرلمانية الحزب الشيوعي الياباني.

## وصلات خارجية
- الموقع الرسمي